# Copa Asiática Femenina Sub-20
La Copa Asiática Femenina Sub-20 es un torneo bianual de fútbol femenino que decide que equipos representaran a la Confederación Asiática de Fútbol en la Copa Mundial Femenina de Fútbol Sub-20 de la FIFA. 
Se jugó por primera vez en 2002 como el Campeonato Femenino Sub-19 de la AFC con un límite de edad máximo de 19 años.
A partir de la edición de 2022, el límite de edad se elevó a 20. Además, el torneo también cambió de nombre de Campeonato Femenino Sub-19 de la AFC a la de Copa Asiática Femenina Sub-20 de la AFC.

## Formato
En 2002 y 2004 no se jugó ninguna ronda de clasificación, con todos los equipos participando directamente en la fase de grupos. Las rondas de clasificación se introdujeron a partir de la edición de 2006 , con ocho equipos clasificándose para la fase final del torneo. Los ocho equipos se dividieron en dos grupos de cuatro, y los dos mejores equipos se clasificaron para las semifinales. En 2011 y 2013, los equipos se redujeron a seis, y todos jugaron un solo torneo de todos contra todos . A partir de 2015 se recuperó el formato anterior a 2011.

## Historial
| Año                                     | Sede       | Campeón                                    | Final Resultado                            | Subcampeón                                 | Tercer lugar                               | Resultado                                  | Cuarto lugar                               |  |
| --------------------------------------- | ---------- | ------------------------------------------ | ------------------------------------------ | ------------------------------------------ | ------------------------------------------ | ------------------------------------------ | ------------------------------------------ |  |
| Campeonato Sub-19 femenino de la AFC    |            |                                            |                                            |                                            |                                            |                                            |                                            |  |
| 2002 Detalle                            | India      | Japón                                      | 2:1                                        | China Taipéi                               | China                                      | 4:1                                        | Corea del Norte                            |  |
| 2004 Detalle                            | China      | Corea del Sur                              | 3:0                                        | China                                      | Corea del Norte                            | 4:0                                        | Tailandia                                  |  |
| 2006 Detalle                            | Malasia    | China                                      | 1:0                                        | Corea del Norte                            | Australia                                  | 3:2                                        | Japón                                      |  |
| 2007 Detalle                            | China      | Corea del Norte                            | 1:0                                        | Japón                                      | China                                      | 1:0                                        | Corea del Sur                              |  |
| 2009 Detalle                            | China      | Japón                                      | 2:1                                        | Corea del Sur                              | Corea del Norte                            | 1:0                                        | China                                      |  |
| 2011 Detalle                            | Vietnam    | Japón                                      | n/r                                        | Corea del Norte                            | China                                      | n/r                                        | Corea del Sur                              |  |
| 2013 Detalle                            | China      | Corea del Sur                              | n/r                                        | Corea del Norte                            | China                                      | n/r                                        | Japón                                      |  |
| 2015 Detalle                            | China      | Japón                                      | 0:0 (t. s.) 4:2 penaltis                   | Corea del Norte                            | Corea del Sur                              | 4:0                                        | China                                      |  |
| 2017 Detalle                            | China      | Japón                                      | 1:0                                        | Corea del Norte                            | China                                      | 3:0                                        | Australia                                  |  |
| 2019 Detalle                            | Tailandia  | Japón                                      | 2:1                                        | Corea del Norte                            | Corea del Sur                              | 9:1                                        | Australia                                  |  |
| Copa Asiática Femenina Sub-20 de la AFC |            |                                            |                                            |                                            |                                            |                                            |                                            |  |
| 2022                                    | Uzbekistán | Cancelada debido a la pandemia de COVID-19 | Cancelada debido a la pandemia de COVID-19 | Cancelada debido a la pandemia de COVID-19 | Cancelada debido a la pandemia de COVID-19 | Cancelada debido a la pandemia de COVID-19 | Cancelada debido a la pandemia de COVID-19 |  |
| 2024 Detalle                            | Uzbekistán | Corea del Norte                            | 2:1                                        | Japón                                      | Australia                                  | 1:0                                        | Corea del Sur                              |  |
| 2026 Detalle                            | Tailandia  |                                            |                                            |                                            |                                            |                                            |                                            |  |

## Palmarés
En cursiva, se indica el torneo en que el equipo fue local.
| País            | Campeón                               | Subcampeón                             | Tercer lugar                     |
| --------------- | ------------------------------------- | -------------------------------------- | -------------------------------- |
| Japón           | 6 (2002, 2009, 2011, 2015, 2017,2019) | 2 (2007, 2024)                         |                                  |
| Corea del Norte | 2 (2007, 2024)                        | 6 (2006, 2011, 2013, 2017, 2015, 2019) | 2 (2004, 2009)                   |
| Corea del Sur   | 2 (2004, 2013)                        | 1 (2009)                               | 2 (2015, 2019)                   |
| China           | 1 (2006)                              | 1 (2004)                               | 5 (2002, 2007, 2011, 2013, 2017) |
| China Taipéi    |                                       | 1 (2002)                               |                                  |
| Australia       |                                       |                                        | 2 (2006, 2024)                   |